# Seznam dílů seriálu Bratři a sestry
Toto je seznam dílů seriálu Bratři a sestry. Americký televizní seriál Bratři a sestry vznikl v roce 2006 pro stanici ABC. Jeho vysílání bylo ukončeno v roce 2011, po odvysílání pěti řad. V České republice byl vysílán opakovaně od 5. září 2010 na stanici Universal Channel, dále pak také na ČT1. Od začátku roku 2013 (uprostřed třetí řady) přesunula Česká televize vysílání premiérových dílů na ČT2.

## Přehled řad
| Řada | Díly | Premiéra v USA | Premiéra v USA  | Vydání na DVD  | Premiéra v ČR     | Premiéra v ČR      |
| Řada | Díly | První díl      | Poslední díl    | Vydání na DVD  | První díl         | Poslední díl       |
| ---- | ---- | -------------- | --------------- | -------------- | ----------------- | ------------------ |
| 1    | 23   | 24. září 2006  | 20. května 2007 | 18. září 2007  | 5. září 2010      | 21. listopadu 2010 |
| 2    | 16   | 30. září 2007  | 11. května 2008 | 30. září 2008  | 11. července 2012 | 24. října 2012     |
| 3    | 24   | 28. září 2008  | 10. května 2009 | 1. září 2009   | 31. října 2012    | 24. dubna 2013     |
| 4    | 24   | 27. září 2009  | 16. května 2010 | 31. října 2010 | 1. května 2013    | 10. října 2013     |
| 5    | 22   | 27. září 2010  | 8. května 2011  | 23. října 2011 | 17. října 2013    | 15. května 2014    |

## Seznam dílů

### První řada (2006–2007)
| Č. v seriálu | Č. v řadě | Původní název                | Český název              | Režie                | Scénář                                          | Datum premiéry     | Datum české premiéry (Universal Channel) | Produkční kód |
| --- | --------- | ---------------------------- | ------------------------ | -------------------- | ----------------------------------------------- | ------------------ | ---------------------------------------- | ------------- |
| 1 | 1         | Patriarchy                   | Patriarchát              | Ken Olin             | Jon Robin Baitz                                 | 24. září 2006      | 5. září 2010                             | 101           |
| V pilotním díle seriálu nás jeho tvůrci obeznamují se všemi základními skutečnostmi v rodině Walkerů. Kitty se vrací zpátky do Pasadeny, aby nastoupila v Los Angeles na důležité místo spolumoderátorky v politické talk show, a objevuje se problematický vztah s její matkou Norou. Justin se nedávno vrátil z války v Afghánistánu a díky vážným problémům se závislostí na drogách nemá uznání svého otce Williama. Tommy je šťastně ženatý s Juliou a tvrdě pracuje v rodinné firmě Ojai Food & Co. Kevin vede úspěšnou právnickou kariéru a Sarah opouští své lukrativní místo ve velké společnosti a přechází zpět do Ojai Food. Kromě toho řeší Sarah a Joe jejich manželskou krizi tím, že se rozhodnou navštěvovat manželskou poradnu. Během rodinné večeře, kdy se sourozenci snaží přimět Kitty ke komunikaci s Norou, a která je uspořádána kvůli Kittiným narozeninám, sedí William s Paige (Sářinou malou dcerou) u bazénu a náhle dostává infarkt. Joe, Tommy, Justin a Jonathan (přítel Kitty, jíž požádá o ruku) jej vytahují z vody, ale William umírá. |           |                              |                          |                      |                                                 |                    |                                          |               |
| 2 | 2         | An Act of Will               | Poslední vůle            | Matt Shakman         | Jon Robin Baitz a Marti Noxon                   | 1. října 2006      | 5. září 2010                             | 102           |
| Po Williamově pohřbu vychází na jevo řada nepříjemných skutečností. Justin získává adresu na tajemnou Holly Harperovou, která se mu přizná z tajného mileneckého vztahu s jeho otcem. V Ojai Food informuje strýček Saul Tommyho a Sarah o tahu, kterým William nadhodnotil cenu části akcií a dostal tak společnost na pokraj bankrotu. Sarah to chce sdělit příslušným orgánům, ale nakonec se s Tommym rozhodnou ještě počkat. Kitty začíná pracovat v politické talk show "Red, White & Blue". Při čtení Williamovy závěti se rodina dozvídá, že Saul zůstává finančním vedoucím firmy, Tommy se stává viceprezidentem a Sarah prezidentkou. Veškerý majetek přechází na Noru, v případě její smrti rovnoměrně na Williamových 5 dětí. Justin odchází od čtení závěti, neboť William poručil spravovat jeho část majetku pomocí Kitty. Kitty pak spolu s Norou a Kevinem odjíždějí vyzvednout Justina z vězení, kde se dostal za výtržnictví a opilectví. Sarah zapomene koupit důležité věci pro Paigeinu školní besídku a dostává depresivní myšlenky o svém rodičovství; Joe ale nakonec vše včas obstará. |           |                              |                          |                      |                                                 |                    |                                          |               |
| 3 | 3         | Affairs of State             | Záležitosti státu        | Tucker Gates         | Jon Robin Baitz, Emily Whitesell a Craig Wright | 8. října 2006      | 12. září 2010                            | 103           |
| Hádka Kitty a Warrena (jejího protějšku z talk show) má za následek jejich společně strávenou noc. Tommy a Sarah vedou rozsáhlé spory o momentální situaci v Ojai Food. Nora připraví večírek u bazénu, aby se tak zapomnělo na tragickou Williamovu smrt. Sarah pozve Kevinova homosexuálního klienta Scottyho Wandella, aby Kevina učinila nervózním. Tommy pomůže své neteři Paige překonat strach z vody, který dostala při Williamově smrti. Nora na večírek pozývá také Holly Harperovou, všichni sourozenci ale žijí v domnění, že Nora neví o jejím vztahu s Williamem; konec je ale přesně opačný a Holly je u večeře ponížena. Jonathan se dozví o Kitty a Warrenovi. |           |                              |                          |                      |                                                 |                    |                                          |               |
| 4 | 4         | Family Portrait              | Rodinný portrét          | Ken Olin             | Jon Robin Baitz a Craig Wright                  | 15. října 2006     | 12. září 2010                            | 104           |
| Kevin začíná žárlit na Scottyho - musí zrušit jejich společné rande a Scotty si najde jiné pánské garde... Kitty se těžko rozhoduje mezi dvěma muži. Tommy zajistí Justinovi novou práci, ve které jej jeho šéfka Tyler (bývalá spolužačka ze střední) přistihne opilého a zdrogovaného, ale dá mu druhou šanci; Tommy svede s Justinem velkou hádku. Sarah a Joe musí čelit mnoha problémům, když zjistí, že jejich dcera Paige trpí závažnou cukrovkou, což v této chvíli podstatně zlepší jejich vzájemný vztah a pomůže manželské krizi. |           |                              |                          |                      |                                                 |                    |                                          |               |
| 5 | 5         | Date Night                   | Noční schůzka            | Allison Liddi-Brown  | David Marshall Grant a Molly Newman             | 22. října 2007     | 19. září 2010                            | 105           |
| Kitty domluví otřesné dvojité rande spolu s Jonathanem, Warrenem a Amber (novou členkou týmu pořadu "Red, White & Blue"). Jonathan se snaží ze všech sil pomoci Sáře, Tommymu a Saulovi při řešení finanční krize v Ojai Food. Kevin a Scotty si domluví schůzku v restauraci, která má skvělý průběh až do doby, kdy Scotty Kevina při večeři políbí. Nora jde na rande se svým tesařem Davidem Mortonem do restaurace, kde potká Saula s Holly Harperovou. Justin pomáhá Joeovi a Sáře s obtížným dávkováním inzulínu pro Paige. |           |                              |                          |                      |                                                 |                    |                                          |               |
| 6 | 6         | For the Children             | Pro děti                 | Frederick E. O. Toye | Jon Robin Baitz a Jessica Mecklenburg           | 29. října 2007     | 19. září 2010                            | 106           |
| Nora si prosadí účast rodiny na každoroční benefiční akci, kde Ojai Food tradičně přispívá velkou peněžní částku, Sarah se ale zdráhá oznámit Noře, jak vážné jsou finanční potíže společnosti. Vyšetřovatel zjistí číslo účtu, na který William Walker přesunul před smrtí 15 milionů dolarů - tedy peníze, které firma potřebuje, aby nezbankrotovala. Joe se před Norou prořekne, že Ojai stojí před bankrotem (v domnění, že je se situací Nora již obeznámena). Julia na benefiční akci všem oznámí, že plánují založit s Tommym rodinu. Neví ovšem, že se Tommy nedávno dověděl o své neplodnosti. Opilý Kevin řeší trable se Scottym. Saul na akci pozve Holly a Justin pozve Tyler. |           |                              |                          |                      |                                                 |                    |                                          |               |
| 7 | 7         | Northern Exposure            | Chladné přijetí          | Lawrence Trilling    | David Marshall Grant a Molly Newman             | 5. listopadu 2007  | 26. září 2010                            | 107           |
| Aby se ušetřily peníze pro Ojai Food, je rozhodnuto prodat starý rodinný ranč Walkerů, na které mají všichni mnoho vzpomínek. Nora sem chce všechny pozvat na víkend, sourozenci se ale vymluví, aby tak každý urval ranč pro sebe - Tommy a Julia si chtějí odpočinout od okolního světa a společně vstřebat smutnou zprávu o Tommyho neplodnosti; Sarah a Joe si chtějí díky zlepšení jejich vztahu udělat vášnivý víkend (Sarah řekne Joeovi, že na ranči přišla o panenství; stejně jako všichni její sourozenci); Kevin a Scotty by rádi na ranči probrali jejich vztah; to samé plánuje Kitty s Warrenem; Justin chce ranč ukázat Tyler; nakonec toho využije i Nora a s Davidem se rozhodnou jet na ranč přestěhovat nějaké věci. Nakonec se všichni téměř najednou setkaji na ranči a kvůli bouřce zde musí strávit Nořin plánovaný společný víkend. Sarah a Joe najdou před sexem na půdě ranče fotku dítěte, které není podobné nikomu z rodiny, kterou Sarah ukáže Saulovi, z jehož výrazu pozná, že něco není v pořádku. Dítě na fotce je Rebecca - dcera Holly Harperové. Justin si s Tyler užije ve starém domku na stromě. Tommy všechny obeznámí o své neplodnosti. Udobří se s Justinem, který mu společně s Kevinem daruje sperma. |           |                              |                          |                      |                                                 |                    |                                          |               |
| 8 | 8         | Mistakes Were Made Part One  | Chyby se stávají 1. část | Michelle Lange       | Jon Robin Baitz a Craig Wright                  | 12. listopadu 2007 | 26. září 2010                            | 108           |
| Nora nečekaně stráví noc s Davidem. Spolu s Kitty musí odvést do nemocnice drogami předávkovaného Justina, který obdrží dopis od armády s příkazem opětovného nasazení do války jako zdravotník, a který se rozhodne utéct do Mexika (navíc jej Tyler uviděla s jinou dívkou, vyhodila jej z práce a rozešla se s ním). Joe odjel pracovně mimo Pasadenu a tak se musí Sarah postarat o jeho dospívajícího syna z prvního manželství Gabriela. Gabe jí nakonec pomůže rozluštit přístupové heslo k Williamovým účtům s ukrytámi penězi společnosti Ojai Food (díky tomuto heslu vzejde podezření, že otcem Hollyiny dcery Rebeccy je William). Scotty se snaží vší silou zíksat zpět Scottyho po předchozí hádce; Scotty se ale s Kevinem rozchází. |           |                              |                          |                      |                                                 |                    |                                          |               |
| 9 | 9         | Mistakes Were Made Part Two  | Chyby se stávají 2. část | Ken Olin             | Marc Guggenheim a Greg Berlanti                 | 19. listopadu 2007 | 3. října 2010                            | 109           |
| Kevin zjišťuje, že nedokáže pomoci Justinovi v jeho problému s nastoupením do armády, a tak Kitty požádá o pomoc senátora Roberta McCallistera (hosta v "Red, White & Blue"), který ji ale odmítne. Sarah, Tommy a Kevin se vydají do Nevady, aby se podívali na pozemek, jenž koupil William za přemrštěnou cenu, ale jehož prodej po Williamově případné smrti by vynesl dostatek a dokonce přebytek financí... Zde Sarah bratrům oznámí, že měl William s Holly dceru Rebeccu. Julia oznámí rodině, že s Tommym čekají miminko. |           |                              |                          |                      |                                                 |                    |                                          |               |
| 10 | 10        | Light the Lights             | Světlo světel            | Frederick E. O. Toye | Peter Calloway a Cliff Olin                     | 10. prosince 2006  | 3. října 2010                            | 110           |
| Sarah, Tommy a Saul se snaží odkoupit Hollyin podíl na vlastnictví pozemku, který ji zanechal William, aniž by jí řekli skutečnou sumu tohoto podílu. Nakonec jí ale řeknou pravdu. Nora se zastaví u Holly doma, odpustí jí její poměr s Williamem, a pokusí se jí přemluvit, aby svou paličatostí nezapříčinila zkázu rodinné firmy. Holly nakonec souhlasí s prodejem svého podílu - polovinu chce v hotových penězích, tu druhou ale v podobě akcií Ojai Food... Paige se rozhodla, že (v návaznosti na židovské kořeny své rodiny) chce oslavit Chanuku - doufá, že jako židovku by jí mohl Bůh vyléčit z cukrovky) a Nora se role "lektorky" ujme až příliš urputně. Nakonec Paige pomůže strýček Saul. Kitty dostává nabídku na vlastní televizní pořad, kterou ale přenechává Warrenovi. Soud zamítne Justinovi jeho žádost o odsunutí nástupu do války, díky generálovi Hendrixovi mu je ale nakonec povolen šestiměsíční odklad. |           |                              |                          |                      |                                                 |                    |                                          |               |
| 11 | 11        | Family Day                   | Rodinný den              | David Petrarca       | David Marshall Grant a Molly Newman             | 7. ledna 2007      | 10. října 2010                           | 111           |
| Kitty stále více uvažuje o přijetí nabídky senátora McCallistera na práci v jeho komunikačním týmu, díky čemuž se začne hádat s Kevinem (McCallister totiž kdysi podepsal listinu proti uzavírání sňatků gayů). Sarah se po delší době opět pohádá s Joem, který se chová benevolentně vůči Gabeově krádeži vodky. A Nora se po zjištění, že Holly - nová akcionářka rodinné společnosti - aktivně pracuje přímo v budově Ojai Food, snaží najít mermomocí také své uplatnění v Ojai, kde je ale jedině na obtíž a pře se s Tommym. Všechny tyto hádky kulminují ve chvíli, kdy celá Walkerovic rodina kromě Saula a Julie navštíví Justina ve speciálním sanatoriu pro drogově závislé, kde mu mají pomoci tím, že budou držet pospolu a chovat se jako chápavá a sjednocená rodina… |           |                              |                          |                      |                                                 |                    |                                          |               |
| 12 | 12        | Sexual Politics              | Sexuální politika        | Sandy Smolan         | Monica Breen a Alison Schapker                  | 14. ledna 2007     | 10. října 2010                           | 112           |
| Kevin si začne románek se známým seriálovým hercem Chadem, který si není jistý svou sexuální orientací. Kitty si najme profesionálního dohazovače partnerů, když zjistí, že si celý pracovní tým senátora McCallistera myslí, že s ním Kitty udržuje poměr. Dohazovač nakonec domluví rande i Noře, obě dvě čeká na jejich schůzkách mnoho překvapení... Sarah znejistí, když uvidí, jak vede Joe veselou konverzaci s matkou Paigeiny kamarádky Vanessou. Julia má díky těhotenství tak náročný sexuální apetit, že mu Tommy nestíhá. |           |                              |                          |                      |                                                 |                    |                                          |               |
| 13 | 13        | Something Ida This Way Comes | Jde sem něco divného     | Michael Lange        | David Marshall Grant a Sherri Cooper-Landsman   | 21. ledna 2007     | 17. října 2010                           | 113           |
| Justin chce získat zpět Tyler, ta jej ale odmítá. Sourozenci se se strýčkem Saulem (kromě Justina) sejdou v domě Joea a Sarah, aby naplánovali velkou párty s překvapením ku příležitosti 60. narozenin Nory. Skvěle naplánovaná oslava ale nevyjde podle jejich představ. Nejdříve Sarah chytí od Coopera nepříjemnou chřipku a nemůže se plně zapojit do organizace oslavy. Poté Nořina matka Ida, babička Walkerovic sourozenců, vyzradí oslavenkyni překvapení. Kevin splete objednávku u cateringové agentury, takže aranžéři vyzdobí Nořin dům ve stylu středověké dvorní slavnosti. Tommy následně se zděšením zjistí, že podmínkou pro Justinovo uvolnění z léčebny na oslavu je nepřítomnost jakéhokoli alkoholu v domě, což je pro členy Walkerovic rodiny podstatným problémem. Vše vrcholí během oslavy. Z nedostatku alkoholu a přítomnosti babičky Idy jsou všichni nervózní a na narozeninovém videu, které pro Noru natočili všichni sourozenci s rodinami, se místo Sářina blahopřání objeví tajná nahrávka sexu s Joem na sedačce v jejich obývacím pokoji… Vše před zraky senátora McCallistera, který byl na oslavu také pozván. Ráno po oslavě jsou již všichni sourozenci nakaženi Cooperovou chřipkou.                        |           |                              |                          |                      |                                                 |                    |                                          |               |
| 14 | 14        | Valentine's Day Massacre     | Valentýnský masakr       | Michael Schultz      | Peter Calloway a Cliff Olin                     | 11. února 2007     | 17. října 2010                           | 114           |
| Svátek sv. Valentýna přinese skoro všem členů Walkerovic rodiny nečekaná překvapení. Díky tzv. flashbackům se dozvídáme, že Kitty odjela se senátorem McCallisterem na pracovní jednání (kde jí senátor oznámil své plány na kandidaturu na prezidenta) a následně s ním stráví noc. Kevin si zahrává s Chadovými city tím, že se vyspí se svým bývalým přítelem Scottym. Justin se vrací z léčebny, zůstává dočasně bydlet v Nořině domě a stráví noc se svou ex-přítelkyní Tyler. Nora si díky existenční krizi vyrazí na večeři se starou známou, se kterou jsou chyceny policií při kouření marihuany a zatčeny. Sarah se pohádá s Tommym, který se nechá stáhnou Holly na její stranu ve věci koupě vinice. |           |                              |                          |                      |                                                 |                    |                                          |               |
| 15 | 15        | Love is Difficult            | Láska je složitá         | Gloria Muzio         | Monica Breen a Alison Schapker                  | 4. března 2007     | 24. října 2010                           | 115           |
| Manželství Joea a Sarah procházím dalším složitým obdobím. V poradně obviní Sarah manžela, že myslí na jinou žneu (nejspíše Vanessu, dceru Paigeiny kamarádky). Nakonec Vanessu pozve na odpolední čaj, čímž Joea, který nechce trpět za činy svého zesnulého tchána Williama, rozhněvá. Nora Sáře poradí, aby manželovi řekla o svém flirtu s bývalým kolegou Noahem. Joe si myslí, že už své manželce nestačí, což Sarah také přizná. Kevin se od Chadovy bývalé přítelkyně Michelle dozví nepříjemnou informaci. Tommy chce po Sáře, aby odkoupila jeho akcie v Ojai Food, aby se tak mohl soustředit pouze na provoz vinice s Holly. Pracovníci senátora McCallistera si udělají veřejný průzkum o Kitty s dosti znepokojivými výsledky. Nora objevuje své literární spisy z mládí a rozhodne se v psaní pokračovat. Julia při večeři oznámí, že s Tommym čekají dvojčata - chlapečka a holčičku. Tommy se nečekaně setká s Hollyinou dcerou Rebeccou. |           |                              |                          |                      |                                                 |                    |                                          |               |
| 16 | 16        | The Other Walker             | Další Walker             | Gloria Muzio         | Monica Breen a Alison Schapker                  | 4. březen 2007     | 24. října 2010                           | 116           |
| 17 | 17        | All in the Family            | Všechno v rodině         | David Paymer         | Sherri Cooper-Landsman a David Marshall Grant   | 1. dubna 2007      | 31. října 2010                           | 117           |
| 18 | 18        | Three Parties                | Tři strany               | Sandy Smolan         | Jon Robin Baitz a Marc Guggenheim               | 8. dubna 2007      | 31. října 2010                           | 118           |
| 19 | 19        | Game Night                   | Noční hra                | Matt Shakman         | Peter Calloway, Cliff Olin a Molly Newman       | 15. dubna 2007     | 7. listopadu 2010                        | 119           |
| 20 | 20        | Bad News                     | Špatné zprávy            | Jason Moore          | Monica Breen a Alison Schapker                  | 29. dubna 2007     | 7. listopadu 2010                        | 120           |
| 21 | 21        | Grapes of Wrath              | Hrozny hněvu             | Michael Morris       | Sherri Cooper-Landsman a David Marshall Grant   | 6. května 2007     | 14. listopadu 2010                       | 121           |
| 22 | 22        | Favorite Son                 | Oblíbený syn             | Gloria Muzio         | Benjamin Kruger a Daniel Silk                   | 13. května 2007    | 14. listopadu 2010                       | 122           |
| 23 | 23        | Matriarchy                   | Matriarchát              | Ken Olin             | Greg Berlanti a Jon Robin Baitz                 | 20. května 2007    | 21. listopadu 2010                       | 123           |

### Druhá řada (2007–2008)
| Č. v seriálu | Č. v řadě | Původní název             | Český název                | Režie            | Scénář                                              | Datum premiéry     | Datum české premiéry (ČT1) | Produkční kód |
| --- | --------- | ------------------------- | -------------------------- | ---------------- | --------------------------------------------------- | ------------------ | -------------------------- | ------------- |
| 24 | 1         | Home Front                | Domácí fronta              | Ken Olin         | Monica Owusu-Breen a Alison Schapker                | 30. září 2007      | 11. července 2012          | 201           |
| Kitty slaví narozeniny v den výročí smrti starého Walkera a s Norou jde koupit svatební šaty. Nora je nervózní k smrti a čeká na telefon od Justina, dlouho se jí neozval. Až Robert přinese dobré zprávy. Julia je stále nevyrovnaná se ztrátou syna a Tommy nezvládá nápor rodiny, manželky a firmy. Přes odpor nakonec Julia na oslavu dorazí i s malou Lissy. Sára se vyspí s Joem, doufá v usmíření, kdežto on chce jen rozvod. Jason je odvolán na misi do Malajsie, Kevina to rozhořčí, ale pak se usmíří. Kitty žárlí na Rebecu, která žije s Norou ve vile a je jediná osoba, kterou Nora má. Justin možná zemřel… ! |           |                           |                            |                  |                                                     |                    |                            |               |
| 25 | 2         | An American Family        | Americká rodina            | Gloria Muzio     | David Marshall Grant a Molly Newman                 | 7. října 2007      | 18. července 2012          | 202           |
| Celá rodina je štěstím bez sebe, že Justin je v pořádku a přiletí do nemocnice v San Diegu. Skoro všichni se tam rozjedou… Až na Sáru, která se sejde s Joem, kdy zjistí že se vrací ke své exmanželce, a Tommyho, který má potíže s Juliou ohledně péče o malou. Cestou Nora, Kitty a Kevin slyší v rádiu pomlouvat všechny Walkery. Kitty zavolá do rádia, čímž si způsobí ještě větší problémy u Roberta. Tommy přijme Rebečinu kamarádku v podniku. Rebecca se přizná Sáře, jak to bylo s Joem. Justin se vrací zpět domů a nelíbí se mu Nořina neustálá péče… Rebecca s Holly se usmíří.                                 |           |                           |                            |                  |                                                     |                    |                            |               |
| 26 | 3         | History Repeating         | Historie se opakuje        | Matt Shakman     | Jon Robin Baitz a Jennifer Cecil                    | 14. října 2007     | 25. července 2012          | 203           |
| Tommy se chce usmířit s Juliou, ale přijedou její rodiče, kteří už se nemohou dívat na krizi manželů a Julii i Lizzy odvážejí pryč. Julia si potřebuje vyčistit hlavu. Nora už neví, jak přinutit Justina brát léky a poprosí Rebecu. Ta vezme Justina do centra, kde spadne a poraní si nohu. Nora nejdřív Rebecu obviní, pak se ji však omluví. Justinův stav se zhoršuje, přistoupí tedy na léky. Scotty se vrací a prosí Kevina, aby mu pomohl s jeho problémem. On problém před soudem hravě vyřeší, pak ho Scotty pozve na večeři. Robert se nedohodne se svou ex, Kitty za ní jde a konfrontuje ji s minulostí.        |           |                           |                            |                  |                                                     |                    |                            |               |
| 27 | 4         | States of Union           | Státy unie                 | Michael Schultz  | Sherri Cooper-Landsman a Liz Tigelaar               | 21. října 2007     | 1. srpna 2012              | 204           |
| Kitty, Sara a Nora vyrazí do Ojai lázní se zrelaxovat. Holly rozčílí, když nachytá Tommyho a Lenu v intimní situaci. Scotty uvidí Saula na gay párty, poví to Kevinovi a ten ihned Saula konfrontuje. Rebeca se obává, že rychlé Justinovo vyléčení je následkem předávkování léky. |           |                           |                            |                  |                                                     |                    |                            |               |
| 28 | 5         | Domestic Issues           | Domácí problém             | Ken Olin         | Peter Calloway a Cliff Olin                         | 28. října 2007     | 8. srpna 2012              | 205           |
| Kevin zastupuje Sáru před soudem s Joem o opatrovnictví Paige a Coopera. Joe soud vyhraje kvůli zmanipulovaným hodnocením od známých a zdrcenou Sáru při odchodu obou dětí k Joovi neuklidní ani Nora. Kitty zjistí, že je těhotná. Pokusí se to před rodinou zatajit, ale poté se vše provalí. Reakce Roberta na dítě není taková, jakou by si Kitty představovala, protože se právě soustředí na výhru v předvolební debatě. Justin dál pokračuje v nadměrném braní léků a Tommy zase v románku s Lenou. |           |                           |                            |                  |                                                     |                    |                            |               |
| 29 | 6         | Two Places                | Dvě místa                  | Gloria Muzio     | Monica Owusu-Breen a Alison Schapker                | 4. listopadu 2007  | 15. srpna 2012             | 206           |
| Kitty přivede Robertovi odborníka v radách ke kampani, ale neví, že se znají a dřív měli neshody. Nora chystá nouzovou svatbu v domě, ale poté se musí všechno zrušit, protože Kitty potratila. Paige nesouhlasí se střídavou péčí a bouří se proti Joovi. Rebeca zjistí, že Justin dál bere prášky a odstěhuje se z domu zpět k Holly. Kevin nabídne Scottymu, aby bydlel u něj na přechodnou dobu. |           |                           |                            |                  |                                                     |                    |                            |               |
| 30 | 7         | 36 Hours                  | 36 hodin                   | David Paymer     | Molly Newman a David Marshall Grant                 | 11. listopadu 2007 | 22. srpna 2012             | 207           |
| Zklamaný Kevin se nemůže dovolat Jasonovi do Malajsie. Na naléhání Holly Rebeca prozradí Walkerovým, že Justin dál fetuje. Po ostré hádce se dohodnou, že Justin zůstane doma a nepůjde do léčebny. Saul se po dlouhém váhání přizná Noře, že měl vztah i s mužem. Nora nechápe, jak to tak dlouho mohl tajit. Robert stráví den se svou dcerou a Kevin konfrontuje Tommy o jeho vztahu s Lenou. |           |                           |                            |                  |                                                     |                    |                            |               |
| 31 | 8         | Something New             | Něco nového                | Michael Morris   | Jennifer Cecil a Sherri Cooper-Landsman             | 25. listopadu 2007 | 29. srpna 2012             | 208           |
| Julia s dcerou se vrací a Tommy se cítí provinile kvůli jeho aférce. Lena začíná chodit s Justinem. Kitty s Robertem trénují svůj svatební tanec a nevěsta objeví krásné svatební šaty, přičemž Noře už slíbila, že si vezme ty její původní. Kevin se vyspí se Scottym a chce dát jejich vztahu šanci, místo vztahu s Jasonem. Sara si vyrazí na večeři s konzultantem. Nora si vyrazí se starým přítelem a užívá si. |           |                           |                            |                  |                                                     |                    |                            |               |
| 32 | 9         | Holy Matrimony            | Posvátný svazek manželský! | Robert Lieberman | Mark B. Perry, Monica Owusu-Breen a Alison Schapker | 2. prosince 2007   | 5. září 2012               | 209           |
| Nastává den svatby. Kitty se od Issaca dozvídá, že Robertova kariéra může být v ohrožení. Issac jí slibuje, že se o to postará. Justin přijde na svatbu s Lenou. Rebeca řekne Justinovi o vztahu Leny s Tommym, ten zuří. Scotty se cítí na svatbě zraněný, protože se Kevin před nikým nepřizná, že jsou opět spolu. Kitty řekne Robertovi, že někoho vydírala, jemu to však nevadí a svatba může pokračovat. Nora se seznámí s Isaacem a Holly se uvidí s Davidem. |           |                           |                            |                  |                                                     |                    |                            |               |
| 33 | 10        | The Feast of the Epiphany | Večerní odhalení           | Laura Innes      | David Marshall Grant a Jason Wilborn                | 13. ledna 2008     | 12. září 2012              | 210           |
| Nora pozve Isaaca na rodinnou večeři, bojí se totiž ho pozvat na rande. Na večeři se provalí vztah Tommyho a Leny. Lena se však taky přizná k nevěře. Kevin dostane od Jasona e-mail, že brzy dojede a Kevin se to obává říct Scottymu. Justin se snaží skrýt svůj rozvíjející se vztah s Lenou. Rebece je podezřelé, že Holly zatajuje, kdo je David, přestože k nim přijde na večeři. Issac s Kitty bojují jako lvi za Robertovu kariéru. Sarah a Graham spolu flirtují. |           |                           |                            |                  |                                                     |                    |                            |               |
| 34 | 11        | The Missionary Imposition | Nebezpečné známosti        | Michael Morris   | Daniel Silk a Brian Studler                         | 10. února 2008     | 19. září 2012              | 211           |
| Tommy a Julia se pomalu smiřují, všechno ale není tak růžové. Scotty dělá problémy kvůli příjezdu Jasona z Malajsie. Přijde za Kevinem domů, zrovna když je tam Jason. Sarah s Grahamem jedou na schůzku s bohatým čínským investorem. Lena se rozejde s Justinem a podá výpověď. Nora a Issac si vyrazí na rande. Rebeca se dozvídá o vztahu Leny a Justina, pak si s ním vyrazí na procházku. |           |                           |                            |                  |                                                     |                    |                            |               |
| 35 | 12        | Compromises               | Kompromisy                 | David Paymer     | Cliff Olin a Peter Calloway                         | 17. února 2008     | 26. září 2012              | 212           |
| Roberta v kampani dotahuje jiný kandidát. Sarah dostane rozvodové papíry, při zábavě s Kevinem je podepíše. Pak má sex s Grahamem. Kevin se Scottym a jeho přáteli, podle kterých je Kevin upjatý, navštíví gay bar. Jason a Robert si vyrazí. Jason pak zjistí, že Isaac odhalil jeho homosexualitu. Kitty onemocní a stráví s Robertovými dětmi nějaký čas. Rebecu chytne focení a sbližuje se s Davidem. |           |                           |                            |                  |                                                     |                    |                            |               |
| 36 | 13        | Separation Anxiety        | Strach z odloučení         | Gloria Muzio     | David Marshall Grant a Molly Newman                 | 20. dubna 2008     | 3. října 2012              | 213           |
| Robert se vzdá kandidatury na prezidenta a jde s Kitty na umělé oplodnění. Issac nabídne Noře, aby s ním jela do Washingtonu, ona nabídku přijme. Bratři a sestry se snaží, aby zůstala doma. Isaac jim slíbí, že o Noru bude postaráno. Rebeca dostane od Davida rodinný náhrdelník a poté chce provést test DNA, aby zjistila, kdo je její skutečný otec. Sarah radši předá obchod Saulovi kvůli jejímu vztahu. |           |                           |                            |                  |                                                     |                    |                            |               |
| 37 | 14        | Double Negative           | Dvojitý negativ            | Michael Schultz  | Josh Reims a Liz Tigelaar                           | 27. dubna 2008     | 10. října 2012             | 214           |
| Robert je nervózní ze schůzky s Taylorem. Ten hned přijede a nabízí mu místo viceprezidenta. Robert to však odmítne. Kitty zjistí, že šance na dítě opět zhasla. Nora plánuje spoustu nových věcí. Rebeca se dozví, že David je její otec. Holly ani Walkerovým nic neřekne. David okamžitě odjíždí a zanechá tu milující Holly. Saul neuposlechne radu Sáry a budoucnost firmy je ohrožena. |           |                           |                            |                  |                                                     |                    |                            |               |
| 38 | 15        | Moral Hazard              | Morální riziko             | Michael Morris   | Sherri Cooper-Landsman a Jason Wilborn              | 4. května 2008     | 17. října 2012             | 215           |
| Sarah vezme plnou odpovědnost za hrozící bankrot Ojai Foods. Nora ji nutí jít do spolupráce s firmou Tommyho a Holly, Walker Landing. Kevin se rozčílí, že Sarah Grahama ještě nevyhodila za to, co provedl. Saul se Noře přizná, že všechno zavinil on. Holly připraví takový návrh, aby z něj vytěžila co nejvíc, a podá ho jako jedinou možnost pro Sářinu firmu. Justin přiznává Rebece, že k ní něco cítí. Rebeca přizná test DNA jak Justinovi, pro kterého je to obrovský šok, tak i Holly, která ji po hádce vyhodí z domu. Saul se Kevinovi konečně přizná, že je gay. Kevin nabídne Scottymu vzít se.               |           |                           |                            |                  |                                                     |                    |                            |               |
| 39 | 16        | Prior Commitments         | Předchozí závazky          | Ken Olin         | Greg Berlanti, Monica Owusu-Breen a Alison Schapker | 11. května 2008    | 24. října 2012             | 216           |
| Přípravy na svatbu Kevina a Scottyho vrcholí. Když Kevin zjistí, že Scottyho rodiče nepřijedou, jede s Justinem a Tommym přesvědčit je. Celá rodina se dozvídá o novince Rebecy, ale stále ji berou jako součást rodiny. Sarah zuří, že Holly Walkerovi tak podvedla. Kevin a Scotty uzavřou registrované partnerství. Saul na svatbě přede všemi odhalí, že je homosexuál. Justin s Rebecou se snaží vyrovnat s faktem, že k sobě něco cítí. Kitty a Robert se rozhodnou adoptovat dítě. Sarah odhalí, že Wiliam možná měl i další dítě na R, o kterém nikdo neví…                                                           |           |                           |                            |                  |                                                     |                    |                            |               |

### Třetí řada (2008–2009)
| Č. v seriálu | Č. v řadě | Původní název                  | Český název             | Režie           | Scénář                                      | Datum premiéry     | Datum české premiéry (ČT1) |
| --- | --------- | ------------------------------ | ----------------------- | --------------- | ------------------------------------------- | ------------------ | -------------------------- |
| 40 | 1         | Glass Houses                   | Domy ze skla            | Tucker Gates    | Molly Newman a David Marshall Grant         | 28. září 2008      | 31. října 2012             |
| Kevin získá na víkend dům na pláži od jeho šéfa a chce vzít Scottyho na romantický výlet. Celá rodina mu však plány překazí a přijíždí. Kevin a Sára pokračují navzdory Nořině nesouhlasu v pátrání po Ryanovi. Sára nesouhlasí s rozhodnutím Tommyho vyhodit Kevina jako firemního právníka. Nora se to dozví a je z něj zklamaná. Kevin je pravdou zdrcený. Kitty se rozčílí, když zjistí, že dopis pro adopci nepsala Sára, ale Nora. Paige s Cooperem vydírají Justina, protože ho nachytali s Rebecou. Jejich vztah se však při hádce prozradí. Nora řekne Holly, že Wiliam měl dalšího syna s jinou. |           |                                |                         |                 |                                             |                    |                            |
| 41 | 2         | Book Burning                   | Osudová kniha           | Laura Innes     | Sherri Cooper a Jennifer Levin              | 5. října 2008      | 7. listopadu 2012          |
| Justin se po problémech s Rebecou poprvé vyspí. Holly vrtá hlavou Williamův syn a sama se pouští do hledání. Pak dá Rebece 2 miliony dolarů ze svého fondu. Rebeca v tom však hledá postranní úmysly. Kitty neutají před rodinou a Robertem, že napsala během kampaně knihu, která rodinu dokonale popisuje, což se jim nelíbí. Vše vyvrcholí na večeři s adopční pracovnicí, kde se Robert Kitty zastane. |           |                                |                         |                 |                                             |                    |                            |
| 42 | 3         | Tug of War                     | Vzpomínka z války       | Gloria Muzio    | Josh Reims a Liz Tigelaar                   | 12. října 2008     | 14. listopadu 2012         |
| Kevin je nucen učinit pracovní rozhodnutí, které by mohlo ohrozit jeho vztah se Scottym. Justin přijme večeři od rodiny, kterou ve válce zachránil. Když má vyprávět příběh z války, uteče a opije se. Ojai Foods je stále v problémech, Saul podá výpověď. Po jednání rady se Sára rozhodne také odejít. |           |                                |                         |                 |                                             |                    |                            |
| 43 | 4         | Everything Must Go             | Všechno musí jít        | Michael Schultz | Nancy Won a Michael Foley                   | 19. října 2008     | 21. listopadu 2012         |
| Kitty ukončí spolupráci s Robertovou firmou a spolu hledají novou posilu týmu. Robert se však bojí, že se odcizí. Poté nabídne Kevinovi místo. Holly se pokouší usmířit s dcerou, nabídne ji práci. Pak získává další informace o Ryanovi. Mezi Sárou a Tommym to vře. Až Julia je dovede ke smíření. Nora si otevře výprodej v garáži s věcmi po Williamovi. Všeho se zbaví, poté ale na ni dolehne, co udělala. |           |                                |                         |                 |                                             |                    |                            |
| 44 | 5         | You Get What You Need          | Dostaneš, co zasloužíš  | Chad Lowe       | David Marshall Grant a Cliff Olin           | 26. října 2008     | 28. listopadu 2012         |
| Rebeca najde matčinu složku o Ryanovi a ukáže ji Justinovi. Holly se jí poté z upřímnosti sama přizná. Kevin má problém nacpat do programu setkání s rodiči Scottyho. Večeře s nimi vede k hádce, které pak Kevin lituje. Dozví se, že ho nepřijali a tak se rozhodne přijmout nabídku Roberta a Kitty. Sára zjišťuje, že skloubit novou práci a starost o děti nebude lehké. Nora má nadační jednání, na kterém získá grant. Poté ji Justin s Rebecou přivede na schůzku s Holly, kde proběhne diskuse na téma Ryan. |           |                                |                         |                 |                                             |                    |                            |
| 45 | 6         | Bakersfield                    | Třetí žena              | Gloria Muzio    | Molly Newman a Peter Calloway               | 2. listopadu 2008  | 5. prosince 2012           |
| Kitty s Norou se vypraví do Bakersfieldu, protože Holly vyhrožuje, že Ryanovi vše prozradí. Setkají se s Georgem, otcem Ryana, který je vyhodí. Kitty se z rádia dozví, že Robert odcestoval z Ameriky. Pak dostane vzkaz, že je vybrali pro adopce, je štěstím bez sebe. Rebeca pozve Kevina a Tommyho na setkání závislých po roce, kde se oslavuje Justinova abstitence. Kevin s Tommym se tam však poperou. Sára má pracovní pohovor na novou práci, přes nedopatření ji nakonec přijme. |           |                                |                         |                 |                                             |                    |                            |
| 46 | 7         | Do You Believe in Magic        | Věříte na kouzla?       | Michael Morris  | Sherri Cooper-Landsman a Jennifer Levin     | 9. listopadu 2008  | 12. prosince 2012          |
| Justin řekne Rebece, že ji miluje, ale ona má problém mu to taky říct. Kevin získá kompromitující informace o Robertovi, skandálu již ale nezabrání. Kitty s Robertem se potkají s černou Trish, matkou jejich dítěte. Kitty však situace nechtěně zhorší, čehož hrozně lituje. Sara využije Ethana jako kouzelníka na výroční party Tommyho a Julie. George se baví s Norou o Ryanovi a poté ji doprovodí na večírek, což způsobí rozruch mezi členy rodiny. George se setká také s Holly, pak z večírku odejde. |           |                                |                         |                 |                                             |                    |                            |
| 47 | 8         | Going Once...Going Twice       | Rodinná večeře          | Karen Gaviola   | Brian Studler a Beth Schwartz               | 16. listopadu 2008 | 2. ledna 2013              |
| Scotty je povýšen na šéfkuchaře. Kevinova výplata je teď výrazně menší, a tak Scottymu jako dárek a kompenzaci koupí dům, který měl patřit charitě Nory, což vede k ošklivé hádce. Kitty je v depresi a Sára ji povzbudí zahlcením prací. Justin potká na sezení gaye, pozve ho na Scottyho večeři a doufá v seznámí se Saulem, který je však zcela jiný. Saul se pak přizná Justinovi, že už někoho má. |           |                                |                         |                 |                                             |                    |                            |
| 48 | 9         | Unfinished Business            | Nedokončené záležitosti | Michael Morris  | Jason Wilborn a Nancy Won                   | 30. listopadu 2008 | 9. ledna 2013              |
| Nora zatáhne Saula, Kevina, Scottyho a Justina do rekonstrukce jejího nového domu pro charitu. Kitty má schůzku s Trish, která se jí omluví a nabídne jí opět své dítě. Pak se Kitty chytne s Robertem, když zjistí, že mají odlišné představy v tom, jak přivést dítě na svět. Sára se po firemním jednání vyspí s Grahamem, což ji málem stojí práci. Holly dá Rebece plný úvazek bez žádné konzultace s Tommym. |           |                                |                         |                 |                                             |                    |                            |
| 49 | 10        | Just a Sliver                  | Jen jeden plátek        | Michael Schultz | Molly Newman a David Marshall Grant         | 7. prosince 2008   | 16. ledna 2013             |
| Všichni až na Sáru nechtějí strávit Den díkuvzdání doma a neví, jak to Noře říct. Jejich plány přeruší Elisabeth, která v nemocnici potřebuje transplantaci jater. Jako možní biologičtí otcové se Justin s podporou Rebecy a Kevin Scottyho nechají otestovat. Otcem malé Elisabeth je podle testů Kevin. Saul podporuje Noru v těžkých chvílích. Vše se nakonec urovná a Elisabeth je v pořádku… |           |                                |                         |                 |                                             |                    |                            |
| 50 | 11        | A Father Dreams                | Sny otce                | Tom Amandes     | Jennifer Levin a Michael Foley              | 4. ledna 2009      | 23. ledna 2013             |
| Nora a Scotty bojují s Kevinem, který je připoutaný na lůžko a má sny o Elisabeth. Pak uteče z domu a pohádá se s Tommym, který zjistí, že Kevin je otcem Elisabeth. Cooper představí Justina ve své třídě a vylíčí ho jako losera. Kitty prozatím zastoupí Kevina jako ředitele pro komunikaci. Saul najme Rogera, starého přítele Nory na opravu Nořina domu. Kevin se Scottym mluví o budoucnosti. |           |                                |                         |                 |                                             |                    |                            |
| 51 | 12        | Sibling Rivalry                | Soupeřící sourozenci    | Jeff Melman     | Liz Tigelaar a Josh Reims                   | 11. ledna 2009     | 30. ledna 2013             |
| Kitty propaguje svoji knihu. Celá rodina je zaneprázdněná, tudíž Kitty neprojeví podporu. Sára se ocitá ve finančních problémech s Greenotopií, pomůže jí Kitty, což se Sáře nelíbí. Nora s Rodgerem nakonec najdou společnou řeč. Kevinovi se nelíbí zatajování Robertových tajemství před Kitty. Saul odmítne Tommymu pomoct v podvodném plánu, jak se zbavit Holly. Tommy tak zlanaří Rebecu. |           |                                |                         |                 |                                             |                    |                            |
| 52 | 13        | It's Not Easy Being Green      | Těžké začátky           | Laura Innes     | Peter Calloway a Sherri Cooper              | 18. ledna 2009     | 6. února 2013              |
| Nora začala chodit s Rodgerem. Sára chystá firemní party a zároveň bojuje s pubertou dcery Paige. Justin se stává patronem atraktivní Chelsey, Rebeca žárlí a seznámí se s Kylem. Kevin a Robert vyrazí lovit. Na večirku Greenotopie si Nora užije s Rodgerem a Sára s Ethanem, který jí vyzná lásku. |           |                                |                         |                 |                                             |                    |                            |
| 53 | 14        | Owning It                      | Pod palcem              | Bethany Rooney  | Cliff Olin a David Marshall Grant           | 8. února 2009      | 13. února 2013             |
| Nora zjistí, že Rodger je ženatý. Ztropí scénu i přes pokusy Rodgera vysvětlit, že s manželkou nežije. Kitty je nabídnuta práce, o které dlouho snila, ale má pochyby, jestli zvládne kariéru i rodinu. Saul přivede svého přítele Henryho na párty Kittina děťátka, kterou uspořádá Nora se Sárou. Kitty pozve Noru k porodu Trish. Tommy se snaží vyštípat Holly z firmy a Rebeca ho začíná podezřívat, je až nápadně poctivý. Pohádá se i s Justinem a tak vyhledá svého otce Davida. Nora s Holly mají zajímavý rozhovor. Kitty se dozví od Roberta, že kandiduje na guvernéra. Noru šokuje telefonát od Ryana …                                                                                                 |           |                                |                         |                 |                                             |                    |                            |
| 54 | 15        | Lost a Found                   | Ztráty a nálezy         | David Paymer    | Michael Foley a Jennifer Levin              | 15. února 2009     | 20. února 2013             |
| Rebeca se stále Justinovi neozývá a sbližuje se v New Yorku s Davidem, který však neví, o co jí jde. Nora odjíždí za Ryanem, ukazuje mu fotky Williama a zve ho k nim na návštěvu. Cítí se být zodpovědná za to, čím teď Ryan prochází. Holly zjistí, že ji Tommy podvedl a chce ji vyštípat z firmy a převést její akcie na sebe. Kitty zjistí, že Robert zrušil její rozhovor v magazínu Times, což ji rozruší. |           |                                |                         |                 |                                             |                    |                            |
| 55 | 16        | Troubled Waters Part One       | Rozbouřené vody I       | Ken Olin        | Monica Owusu-Breen a Sherri Cooper-Landsman | 1. března 2009     | 27. února 2013             |
| Robert oznámí rodině kandidaturu na guvernéra. Holly běsní a snaží se zachránit situaci ve firmě, je pevně rozhodnutá podat žalobu. Rebeca s Davidem přijíždějí a Holly dceři řekne pravdu o Tommym. Kitty se dozvídá, že Trish bude rodit. S Norou ji podporují při porodu, zatímco Robert jedná s protikandidátkou, což Kitty naštve. Cestou do nemocnice Robert dostane infarkt, zrovna ve chvíli, kdy se mu narodí jeho syn Evan. Zůstává ležet na zemi a Kevin volá záchranku … |           |                                |                         |                 |                                             |                    |                            |
| 56 | 17        | Troubled Waters                | Rozbouřené vody II      | Ken Olin        | David Marshall Grant a Molly Newman         | 1. března 2009     | 6. března 2013             |
| Roberta přiváží do nemocnice a celá rodina je šokovaná. Julia zanechá Elisabeth doma s Holly, jakmile dostane telefonát o Robertově infarktu, což Tommyho naštve. Tommy se nemýlí, Holly vypátrá v jejich domě důkaz proti němu. Konfrontuje ho se všemi skutečnostmi. Justin se nadále pokouší dovolat Rebece a zároveň udržet klid v těžké rodinné situaci. Pak Rebecu potká. Robert je zachráněn a poprvé vidí svého syna Evana, zatímco Nora s Kitty se točí okolo dítěte a Kevin za něj mluví v televizi. |           |                                |                         |                 |                                             |                    |                            |
| 57 | 18        | Taking Sides                   | Na miskách vah          | Michael Morris  | Michael Foley a Beth Schwartz               | 8. března 2009     | 13. března 2013            |
| Tommy stane před soudem kvůli Holly a pohádá se s Julií. Sara se snaží zachránit situaci a přemlouvá Holly. Rebeca také prosí matku, aby stáhla obvinění. Nora chce Ryana začlenit do rodiny, zatímco se všichni pokouší tajit Tommyho problémy. Uspořádá mu uvítací večeři. Ryan pak Noře omylem prozradí celé tajemství o Tommym a to spustí hádku. Celá situace způsobí silné trauma mezi Rebecou a Justinem. Robert i přes svoje zdravotní problémy pokračuje v kampani na guvernéra a předstírá před dětmi, že se nic neděje, čímž Kitty naštve. |           |                                |                         |                 |                                             |                    |                            |
| 58 | 19        | Spring Broken                  | Výlet za zítřkem        | Richard Coad    | Sherri Cooper-Landsman a Brian Studler      | 15. března 2009    | 20. března 2013            |
| Kevin s Justinem vezmou svého bratra Tommyho na krátkou dovolenou, aby mu pomohli udělat velké rozhodnutí ohledně jeho budoucnosti. Robert se stále zotavuje. Nora se seznamuje se svým nevlastním bratrem, zatímco Kitty s Evanem se vzdalují. |           |                                |                         |                 |                                             |                    |                            |
| 59 | 20        | Missing                        | Nezvěstný               | Michael Schultz | Jason Wilborn a Nancy Won                   | 22. března 2009    | 27. března 2013            |
| Kevin s Justinem oznámí rodině, že Tommy zůstal v Mexiku, aby se vyhnul stíhání kvůli Holly. Sára je na dně, že jejich firma je u konce a rozhodne se převzít místo prezidentky Ojai. Správní radě navrhne, aby stáhla obvinění proti Tommymu. K překvapení všech Holly navrhne, že Sáru podpoří. Ryan se sbližuje s Rebecou, Justin žárlí a radí Ryanovi držet se od Rebecy dál. Pak Ryan objeví důkaz, že za smrt jeho matky možná může Wiliam. Kitty se chytne s Robertem kvůli jeho zdravotnímu stavu a v parku se seznámí se sympatickým Alecem. |           |                                |                         |                 |                                             |                    |                            |
| 60 | 21        | S3X                            | Marné naděje            | Laura Innes     | Cliff Olin a David Marshall Grant           | 19. dubna 2009     | 3. dubna 2013              |
| Nora a celá rodina se dozví o návratu Tommyho domů, protože Holly stáhla obvinění. Sára se připravuje na razantní změnu povolání v Ojai, kde potkává krásného kolegu Cala a pomiluje se s ním. Kitty je nejistá ve vztahu s Robertem a setkává se nadále s Alecem. Kevin se setká s bývalým přítelem Chadem, který ho políbí a pozve ho i se Scottym do baru. Dozví se, že Kevin se Scottym se oženili. Chad jim nabídne grupáč ve třech. Rebeca pozve Ryana k Davidovi a Holly na večeři. David ihned zpozoruje, že Ryan se Rebece líbí. Julia řekne Noře, že Tommy se domů nakonec nevrátí. |           |                                |                         |                 |                                             |                    |                            |
| 61 | 22        | Julia                          | Julia                   | Michael Morris  | Molly Newman a Michael Foley                | 26. dubna 2009     | 10. dubna 2013             |
| Kitty se nadále potkává v parku s Alecem, kvůli čemuž má pochybnosti a výčitky svědomí. Pak se s Alecem v autě vybourá a Robert zjistí, že před ním skrývá tajemství. Kitty vyzná Alecovi lásku a opouští Roberta. Holly je překvapená, jak Ryan Walkerovi nenávidí. Sara s Holly najdou společnou řeč tím, že Rebece a Ryanovi dají podíl na akciích firmy. Julia spolu s Norou a Kevinem řeší problém s Tommyho hypotékou. Nora jí nabídne pomoc, ale Julia opouští město. |           |                                |                         |                 |                                             |                    |                            |
| 62 | 23        | Let's Call The Whole Thing Off | Zapomeňme na všechno    | Laura Innes     | Peter Calloway a Daniel Silk                | 3. května 2009     | 17. dubna 2013             |
| Sára je zklamaná, protože její exmanžel Joe se znovu žení. Kitty s Robertem procházejí těžkou krizí a Kitty vzpomíná na zálety svého otce. Uvědomuje si, že je nutné udělat rozhodnutí svého života. Robert se střetne s Alecem a přísahá mu, že udělá vše, aby ochránil jeho rodinu. Kevin neví, co dělat, když mu Robert řekne o nevěře Kitty. Pak se se sestrou pohádá. Justin se dostane na medicínu a vyspí se s Rebecou. Ona mezitím podporuje Ryana v jeho pátrání kolem smrti jeho matky. Nora prosí Roberta, aby jí pomohl najít Tommyho. Sára zjistí, že ji Holly zmanipulovala a spojila se s Ryanem proti Walkerovým. Ryan se rozzuří a chce odjet. Poté Justin prozradí Ryanovo tajemství o jeho matce. |           |                                |                         |                 |                                             |                    |                            |
| 63 | 24        | Mexico                         | Mexiko                  | Ken Olin        | Alison Schapker a Monica Owusu-Breen        | 10. května 2009    | 24. dubna 2013             |
| Nora jede do Mexika hledat Tommyho a zjišťuje, že zde pobývá zcela dobrovolně a jejich pomoc nepotřebuje. Sára chce Ryanovi vyplatit velké odstupné jako rodinnému příslušníkovi, s čímž Holly nesouhlasí. Saul Ryanovi však nedovolí smlouvu podepsat a Holly se svěří, že dal Ryanově matce šek, aby zmizela a ona poté zahynula. Kitty s Robertem se domlouvají na tom, kde kdo bude bydlet. Pak, když celá rodina odjede do Mexika, provalí se, že se rozcházejí. Justin s Rebecou se chtějí vzít, Holly nesouhlasí a Rebeca se naštve. Justin ji pak požádá před svou rodinou o ruku. |           |                                |                         |                 |                                             |                    |                            |

### Čtvrtá řada (2009–2010)
| Č. v seriálu | Č. v řadě | Původní název                | Český název               | Režie           | Scénář                                   | Datum premiéry     | Datum české premiéry (ČT1) |
| ------------ | --------- | ---------------------------- | ------------------------- | --------------- | ---------------------------------------- | ------------------ | -------------------------- |
| 64           | 1         | The Road Ahead               | Cesta před námi           | Ken Olin        | Molly Newman a Marjorie David            | 27. září 2009      | 1. května 2013             |
| 65           | 2         | Breaking the News            | Nové zprávy               | Ken Olin        | David Marshall Grant a Cliff Olin        | 4. října 2009      | 8. května 2013             |
| 66           | 3         | Almost Normal                | Skoro normální            | Michael Schultz | Jennifer Levin a Sherri Cooper-Landsman  | 11. října 2009     | 15. května 2013            |
| 67           | 4         | From France With Love        | Pozdrav z Francie         | Michael Morris  | Sarah Goldfinger a Michael Foley         | 18. října 2009     | 22. května 2013            |
| 68           | 5         | Last Tango in Pasadena       | Poslední tango v Pasadeně | Bethany Rooney  | Molly Newman a Jason Wilborn             | 25. října 2009     | 29. května 2013            |
| 69           | 6         | Zen a the Art of Making Mole | Zen a umění zdravého žití | Michael Schultz | Brian Studler a Geoffrey Nauffts         | 1. listopadu 2009  | 5. června 2013             |
| 70           | 7         | The Wig Party                | Parukový večírek          | Ken Olin        | Marjorie David a David Marshall Grant    | 8. listopadu 2009  | 12. června 2013            |
| 71           | 8         | The Wine Festival            | Slavnost vína             | Michael Morris  | Sherri Cooper-Landsman a Michael Foley   | 15. listopadu 2009 | 19. června 2013            |
| 72           | 9         | Pregnant Pause               | Kostlivci ve skříni       | Matthew Rhys    | Sarah Goldfinger a Jennifer Levin        | 29. listopadu 2009 | 26. června 2013            |
| 73           | 10        | Nearlyweds                   | Novomanželé               | Laura Innes     | Michael J. Cinquemani a Molly Newman     | 6. prosince 2009   | 3. července 2013           |
| 74           | 11        | A Bone to Pick               | Těžká volba               | Chad Lowe       | Cliff Olin a Brian Studler               | 3. ledna 2010      | 10. července 2013          |
| 75           | 12        | The Science Fair             | Vědecký veletrh           | Laura Innes     | Monica Owusu-Breen a Alison Schapker     | 10. ledna 2010     | 17. července 2013          |
| 76           | 13        | Run Baby Run                 | Běž, dítě, běž            | Richard Coad    | Marjorie David a Jason Wilborn           | 17. ledna 2010     | 24. července 2013          |
| 77           | 14        | The Pasadena Primary         | Primárky v Pasadeně       | Jonathan Kaplan | Michael Foley a Geoffrey Nauftts         | 31. ledna 2010     | 31. července 2013          |
| 78           | 15        | A Valued Family              | Rodinné hodnoty           | Michael Schultz | Sarah Goldfinger a Michael Cinquemani    | 21. února 2010     | 7. srpna 2013              |
| 79           | 16        | Leap of Faith                | Věc důvěry                | Michael Morris  | Matt Donnelly a Marc Halsey              | 28. února 2010     | 14. srpna 2013             |
| 80           | 17        | Freeluc.com                  | Zachraňte Luca            | Bethany Rooney  | Molly Newman a Brian Studler             | 14. března 2010    | 21. srpna 2013             |
| 81           | 18        | Time After Time Part One     | Duch minulosti I          | Ken Olin        | Sherri Cooper-Landsman a Jennifer Levin  | 11. dubna 2010     | 28. srpna 2013             |
| 82           | 19        | Time After Time Part Two     | Duch minulosti II         | Ken Olin        | Alison Schapker a Monica Owusu-Breen     | 11. dubna 2010     | 5. září 2013               |
| 83           | 20        | If You Bake It He Will Come  | Když napečeš, on přijde   | Bethany Rooney  | Marjorie David a Cliff Olin              | 18. dubna 2010     | 12. září 2013              |
| 84           | 21        | Where There's Smoke...       | Není kouře bez ohně       | Michael Morris  | Michael Foley a Jason Wilborn            | 25. dubna 2010     | 19. září 2013              |
| 85           | 22        | Love All                     | Miluj bližního svého      | Michael Schultz | Michael J. Cinquemani a Sarah Goldfinger | 2. května 2010     | 26. září 2013              |
| 86           | 23        | Lights Out                   | Naděje                    | Michael Morris  | Molly Newman a Brian Studler             | 9. května 2010     | 3. října 2013              |
| 87           | 24        | On The Road Again            | Zase na cestě             | Ken Olin        | David Marshall Grant a Geoffrey Nauffts  | 16. května 2010    | 10. října 2013             |

24: Nora a Sara odjíždějí s Kitty na její kampaň i přes její nesouhlas. Kitty těžce nese, když zjišťuje, že ji někdo sleduje a poskytuje médiím informace. Rebeca oznámí Justinovi, že na Haiti nepojede, protože přijala práci. Robert bojuje s vyhrožováním a ukazuje se, že nejen kampaň Kitty, ale hlavně jeho zdraví je v ohrožení. Pak předá Justinovi klíč k obrovskému tajemství, kdyby se mu něco stalo. Walkerovi objeví skrytou hodnotu Narrow Lake, která spočítá v artéské studni, díky které budou moci obchodovat s vodou a objeví se tak naděje na lepší budoucnost. Všichni Walkerovi havarují, ukáže se, že Saul HIV má, Holly a Robert jsou ve vážném stavu a Robert nejspíš umřel …
23: Celá rodina Walkerových se postupně loučí a naposledy zavírá dveře do zkrachovalého Ojai Foods. Nora zuří, když zjistí, že z budovy Ojai se nejspíš stane parkovací dům a vyhledá svého expřítele a naivně doufá, že budovu koupí. Pak se Sarou objeví projekt domu v Narrow Lake, který chtěl Wiliam Noře postavit. Holly vyráží na pracovní pohovor na stejnou pozici jako Rebeca. Kevin a Scotty pomáhají Kitty připravit se na benefiční akci. Justin navrhne Rebece, aby s ním odjela pomáhat na Haiti, ale ona to odmítá. Sara je zoufalá, když ji rodina obviní z dalších problémů ohledně firmy.
22: Luke se stává členem rodiny Walkerových a Cooper začíná dělat velké problémy. Nora s Lukem stojí proti Saře, která Coopera hájí. Kevin bojuje s tím, že nemá práci a vyrazí s Robertem na tenis. Justin má potíže najít stejnou vášeň pro medicínu, kterou získal během mise v Iráku a uvažuje o návratu do války. Robert má obavy, že pokud půjde proti konkurentům, tak zničí politickou kampaň Kitty.
21: Nořina a Saulova matka zkolabuje, trpí demencí a bude tak potřebovat soustavnou péči. Nora se nabídne, že ji vezme k sobě domů. Matka nesouhlasí s Norou v určitých věcech a chce jít do domova. Kevin se stále bojí, že s náhradní matkou Michelle není něco v pořádku. Se Scottym jdou k věštkyni. Sara je těhotná, což zaznamenají téměř všichni Walkerovi. Robert a dokonce i Kitty se dozvídají, že důvodem, proč Robert nedostal práci, nebyla jeho nemoc, ale mocní lidé. Luke získá zelenou kartu …
20: Kevin je naštvaný na Noru, protože mu 25 let neřekla tajemství o Aaronovi. Dokonce ani nechce přijít na jeho narozeninovou oslavu, kterou mu přichystala Nora s pomocí Scottyho. Sara se chytne s Holly, která odmítá přijmout 2 miliony od Rebecy, protože ví, že krach Ojai se nezadržitelně blíží. Robert odjíždí na služební cestu shánět práci, ale neuspěje kvůli jeho problémům se srdcem. Kevin, Tommy a Justin odjíždějí konfrontovat Dennise Yorka, který Kevinovi řekne, že Wiliam ho považoval za slabocha. Společně však celá rodina krizi překoná a sejde se u slavnostní večeře.
19: Scotty se dozvídá od Sary a Saula o zničujícím tajemství z Kevinova dětství, s čímž se Kevin jen stěží vyrovnává. Pak Kevin jede navštívit Aarona a zjišťuje, že žije nový život s partnerem a nezlobí se na něj. Holly s Norou ukradnou Denisovi auto a vydají se směrem k jezeru z obrazu Wiliama, aby zjistily opravdovou skrytou hodnotu Ojai Food. Justin navrhne Rebece, aby se hned teď bez celé rodiny vzali a Rebeca souhlasí. Pak spolu odjíždí do pronajatého domu na líbánky, kam poté dorazí celá rodina. Kitty se dozvídá, že porazila boj s rakovinou.
18: Tommy přijede domů a Nora odhaluje, že firmu odkoupil Dennis York. Sama se s ním sejde a on jí opět vyhrožuje. Sara přemýšlí o prodeji její části, ale po rozhovoru s Holly to zamítne, čímž rozzuří Noru. Nora přizná Tommymu, jaké trumfy má Dennis v ruce. Walkerovi si připomínají pěkné i strašné vzpomínky z roku 1986, kdy opilý Tommy způsobil nehodu, ale pak se Kevin porval s Aaronem, spadl z velké výšky a ochrnul. Kevin je na dně z toho, že zničil Aaronovi život …
17: Luke se dozvídá, že může v USA se Sarou pobývat legálně. Kitty neví kam dřív poté, co ji obviní z korupce ohledně Lukova občanství a spolu se Sarou je pod tlakem médií. Luke Saře přizná, že pracoval v nevěstinci. Nora se setkává s Denisem, který vyhrožuje, že pokud nezajistí prodej zbytku akcií Ojai, začne mluvit. Rebeca chce dát Holly všechny úspory, aby zachránila Ojai. Nora nesouhlasí a odjede za Tommym prosit, aby pomohl zachránit firmu. Scotty a de facto i Kevin přišli o svoji práci.
16: Rebeca se pokouší vyrovnat se se ztrátou dítěte a se starostlivostí Justina. Kitty je uháněna svojí manažerkou ohledně kampaně. Luke se vrací za Sarou, ale ona zjišťuje, že má velký problém s vízem. Jediná šance, kterou Luke má, je oženit se se svou asistentkou a získat tak občanství. Nora se bojí, že by Denis mohl zaútočit na děti a chce ho najít. Holly si myslí, že objevila skrytou hodnotu Ojai Foods. Kevin se špatně vyrovnává s odstoupením Roberta z voleb.
15: Kitty má svůj první projev a velkolepě tak vstupuje s rodinou a svojí manažerkou Buffy do politiky. Sara naříká na svůj život a uvědomí si, že jediný muž jejího života je Luke. Rebece se přitíží a přijde o dítě. Justin pomáhá skleslé Rebece. Holly ze srdce děkuje Noře, že jim pomáhá. Nora zuří jako býk, když zjistí, že Holly prodala své akcie cizímu člověku a vede s ní zásadní rozhovor.
14: Kitty s Robertem shání sponzory na kandidaturu. Pak oznámí rodině, že kandiduje na místo senátora po Robertovi a chce, aby Kevin vedl její kampaň. Dokonce ho i doprovodí na třídní sraz, kde Kevin potká bývalého kamaráda ze střední. Robert s Norou zachraňují Scottyho restauraci a stanou se na jeden den šéfkuchaři. Nora prosí Roberta, aby domluvil Kitty, aby nekandidovala. David se rozhodne odjet do Belize, Holly s Rebecou jsou v šoku. Pak však David požádá Holly o ruku.
13: Sara je i přes konflikt ve škole nadšená z jejího nového románku s Royem. Robert oznámí Kitty a veřejnosti, že odmítá kandidovat, zatímco Kitty před ním tají, že po schůzce s kamarádkou rozmýšlí kandidovat do kalifornského okrsku. Robert se to nakonec dozví a souhlasí s ní. Kevin a Scotty čekají na výsledky prvního pokusu o rodičovství a až přespříliš náhradní matku opečovávají. Saul seřve Noru, která se snažila trochu pomoct ve firmě. Na oslavě pak odhalí, že práce je to jediné, co mu zbývá.
12: Nora je překvapená, když se před jejím domem objeví Simon. Sara vyšťourá, že má Simon možná milenku, ale ve skutečnosti to není pravda. Kevin se Scottym se dozví, že některá embrya se uchytila. Holly odmítá i přes naléhání Saula stáhnout obvinění proti Ryanovi, kvůli kterému firma přišla o veškeré zásoby vína. Pak nabídne prodej akcií Denisovi, který chce získat Ojai Foods. Justinův studijní poradce mu radí, aby medicínu ukončil a neztrácel čas.
11: Kitty je odvezena do nemocnice. Doktorka oznámí, že kolaps byl způsoben sraženinou v plicích. Vzhledem k její rakovině, která se rozrůstá, však doporučuje rizikovou transplantaci kostní dřeně. Všichni Walkerovi jsou na testech kvůli transplantaci, ale jedinou možností zůstává Ryan, který však poté, co ho Holly obvinila z poškození ventilů na nádobách s vínem, chce zmizet. Nakonec si to však pod prosbou Nory rozmyslí. Kitty si ještě před operací znovu bere Roberta za manžela a on ukončí kandidaturu na guvernéra.
10: Svatba Justina a Rebecy na Havaji se kvůli hurikánu Zelda přesune na pláž do Malibu. Holly je s Rebecou na ultrazvuku a Justin navštíví sezení závislých. Tommy přijíždí spolu s malou Elisabeth, kterou však unesl. Julia přijíždí do LA a dceru odváží. Simon doprovodí Noru na svatbu. Kitty se dozvídá, že její nádor roste. Celá rodina je ohromená svatbou na pláži, které se zúčastní i Elisabeth.
9: Rebeca i nadále skrývá tajemství před Justinem a svěří se pouze Kitty, když si zkouší svatební šaty a jsou jí malé. Kitty to však omylem prozradí Noře. Kevin se Scottym jsou na klinice na odběru spermií. Holly přišla o všechny zásoby vína a její finanční situace se prudce zhoršuje. Přijde poprosit Noru, ale setkání skončí fiaskem. Kitty je rozhozená z nového vztahu její matky a Sara na Noru dokonce žárlí, protože ona se rozešla s Lukem. Justin propadne u zkoušky a k tomu se dozví pravdu, že bude otcem.
8: Scotty s Kevinem vybírají po internetu matku svého dítěte. Rebeca je těhotná a shání Justina ve škole. Celá rodina je nadšená, když jejich nové Ojai víno na místním festivalu vyhraje hlavní cenu a zachrání firmu. Nora tají svoji zamilovanost k mladému Simonovi. Kitty má novou paruku a ještě se v ní necítí nejlíp. Sara s Lukem mají první hádku a vypadá to, že tak růžové jako zpočátku to mezi nimi nebude.
7: Otec Scottyho přijíždí za synem a oznámí mu, že ho opustila manželka. Poté Scottymu pošle velmi starý hodnotný komiks, díky kterému získají nějaké peníze pro dítě. Kitty řekne Noře, že končí s chemoterapií. Nora tomu nechce věřit a pak se seznámí s jedním sympatickým motorkářem. Rebece je špatně a pak zjišťuje, že otěhotněla. Robert se střetne se svým nepřítelem. Kitty se rozhodne pokračovat v léčbě, oholí si hlavu a chce začít od začátku …
6: Luke tlačí na Saru, aby už dětem řekla, že s ní chodí. Paige je však nachytá při líbání a vše pochopí. Holly neví, jak vyřešit špatnou finanční situaci firmy. S pomocí Ryana a Rebecy však cestu najde. Kevin se Scottym se konečně dohodnou s kamarádkou na jejich dítě. Kitty s Norou jsou nadšené, když se Tommy vrátí domů zpět z Mexika. Ten poté oznámí, že se s Julií rozvádí a možná přijde o Elisabeth.
5: Všichni Walkerovi, až na Noru, jsou nadšení kouzlem nového Sařina partnera Luca, který však Noru ihned zaskočí tím, že pomáhá Justinovi učit se tango na jeho svatbu. Nora pochopí, že v těchto těžkých chvílích je jeho přítomnost skvělá. Kevin se Scottym nečekaně narazí na dívku, která by jim mohla porodit vysněné dítě. Robert přichystá Kitty romantický program, aby zapomněla na svoji rakovinu. Sara neví, jak dětem říct, že Kitty je nemocná. Děti však všechno pochopí lépe, než by kdokoliv čekal.
4: Kitty se rozhodne, aby ji na první chemoterapii doprovodila Sara, která se právě vrátila z Francie. Ta jí vypráví o historkách jejího románku s francouzským umělcem. Robert vysvětluje médiím jeho rozhodnutí pokračovat v kandidatuře i přes varování Kevina, že ztrácí hlasy. Nora pomáhá Rebece s organizací svatby, což způsobí opět hádku s Holly. Justin bojuje s anatomií a hledá radu u svého profesora, jak zvládnout jeho geniálního spolužáka v laboratoři. Rebeca najde místo pro svou svatbu.
3: Kitty se dozví, že její nádor se šíří tělem a přemýšlí s Norou nad možnostmi léčby. Kevin se tuto hroznou zprávu dozví od svého obchodního nepřítele. Holly se Saulem na dražbě výrobců vína bojují o všechno. Justin na pitvě podpoří svého spolužáka, který se při pohledu na mrtvého sesype. Kitty jde na léčbu a Robert souhlasí, aby se společně s Evanem přestěhovali k Noře domů. Sara přijíždí zpátky …
2: Robert má obavy, protože do médií unikly podrobnosti ohledně jeho nedávného infarktu. Kitty je poslána na onkologii, svěří se se slzami v očích Noře. U doktorky obě zjistí, že Kitty má rakovinu lymfatických uzlin. Kitty je zdrcená a neví, jak to říct Robertovi, který se však nyní zajímá pouze o jeho skandál. Scotty se svěřuje Noře kvůli trápení okolo jejich dítěte. V Ojai Foods přemýšlí Holly se Saulem a Rebecou, jak vyrábět levnější víno. Sual se od Nory dozví o nemoci Kitty.
1: Sara si po internetu hledá nové nápadníky a rozhodne se za prací odcestovat do Francie. Kitty je skleslá ze stavu jejího vztahu s Robertem a skrývá devastující tajemství před rodinou. Nora musí spolupracovat s Holly při přípravě svatební hostinu Justina a Rebecy. Kevin tlačí na Scottyho ohledně rychlé adopce dítěte. Nořina matka Ida se vrací a způsobuje v rodině rozruch. Hostina skončí fiaskem kvůli Justinovu výbuchu kvůli neúspěchu ve škole a kvůli hádce Nory s Holly kvůli dárku.

### Pátá řada (2010–2011)
| Č. v seriálu | Č. v řadě | Původní název             | Český název         | Režie           | Scénář                                       | Datum premiéry     | Datum české premiéry (ČT1) |
| ------------ | --------- | ------------------------- | ------------------- | --------------- | -------------------------------------------- | ------------------ | -------------------------- |
| 88           | 1         | Homecoming                | Návrat domů         | Michael Morris  | David Marshall Grant a David Babcock         | 26. září 2010      | 17. října 2013             |
| 89           | 2         | Brief Encounter           | Krátké setkání      | Jonathan Kaplan | Molly Newman                                 | 3. října 2010      | 24. října 2013             |
| 90           | 3         | Faking It                 | Milosrdná lež       | Michael Schultz | Veronica Becker a Geoffrey Nauffts           | 10. října 2010     | 13. října 2013             |
| 91           | 4         | A Righteous Kiss          | Správný polibek     | Ken Olin        | Cliff Olin a Stephen Tolkin                  | 17. října 2010     | 7. listopadu 2013          |
| 92           | 5         | Call Mom                  | Zavolej mámu        | Michael Schultz | Veronica Becker a Brian Studler              | 24. října 2010     | 14. listopadu 2013         |
| 93           | 6         | An Ideal Husband          | Ideální manžel      | Bethany Rooney  | David Marshall Grant a Michael J. Cinquemani | 31. října 2010     | 21. listopadu 2013         |
| 94           | 7         | Resolved                  | Rozhodnutí          | Michael Schultz | David Babcock a Gina Lucita Monreal          | 7. listopadu 2010  | 28. listopadu 2013         |
| 95           | 8         | The Rhapsody Of The Flesh | Rapsodie smyslu     | Matthew Rhys    | Molly Newman                                 | 14. listopadu 2010 | 5. prosince 2013           |
| 96           | 9         | Get A Room                | Romantická noc      | Eli Craig       | Marc Halsey a Matt Donnelly                  | 5. prosince 2010   | 12. prosince 2013          |
| 97           | 10        | Cold Turkey               | Studená krůta       | Michael Morris  | Stephen Tolkin a Geoffrey Nauffts            | 12. prosince 2010  | 19. prosince 2013          |
| 98           | 11        | Scandalized               | Skandál             | Bethany Rooney  | Veronica Becker a Sarah Kucserka             | 2. ledna 2011      | 27. února 2014             |
| 99           | 12        | Thanks For The Memories   | Díky za vzpomínku   | Michael Mayers  | Cliff Olin a Brian Studler                   | 9. ledna 2011      | 6. března 2014             |
| 100          | 13        | Safe At Home              | Bezpečí domova      | Richard Coad    | Michael J. Cinquemani a John Kazlauskas      | 16. ledna 2011     | 13. března 2014            |
| 101          | 14        | The One That Got Away     | Ten, kdo unikl      | Michael Morris  | Gina Lucia Monreal a David Babcock           | 13. února 2011     | 20. března 2014            |
| 102          | 15        | Brody                     | Přítel Bordy        | Matthew Rhys    | Molly Newman                                 | 20. února 2011     | 27. března 2014            |
| 103          | 16        | Home Is Where the Fort Is | Domov jako pevnost  | Bethany Rooney  | Geoffrey Nauffts a Brian Studler             | 6. března 2011     | 3. dubna 2014              |
| 104          | 17        | Olivia's Choice           | Oliviina volba      | Michael Morris  | Cliff Olin a Stephen Tolkin                  | 10. dubna 2011     | 10. dubna 2014             |
| 105          | 18        | Never Say Never           | Nikdy neříkej nikdy | Bethany Rooney  | Sarah Kucserka a Veronica Becker             | 10. dubna 2011     | 17. dubna 2014             |
| 106          | 19        | Wouldn't It Be Nice       | Nebylo by to fajn?  | Ken Olin        | Michael J. Cinquemani a Marc Halsey          | 17. dubna 2011     | 24. dubna 2014             |
| 107          | 20        | Father Unknown            | Otec neznámý        | Matthew Rhys    | Molly Newman a Gina Lucita Monreal           | 24. dubna 2011     | 1. května 2014             |
| 108          | 21        | For Better or for Worse   | V dobrém i ve zlém  | Michael Morris  | Stephen Tolkin a Matt Donnelly               | 1. května 2011     | 8. května 2014             |
| 109          | 22        | Walker Down the Aisle     | Svatební překvapení | Ken Olin        | David Marshall Grant a David Babcock         | 8. května 2011     | 15. května 2014            |

22: Sara šílí ze své svatby, zatímco Kevin se Saulem mají plné ruce přípravy. Nora vyhledává staré věci na svatbu. Luke je zklamaný, když jeho táta nepřijede a viní z toho matku. Pak však zjistí, že jeho otec je na mizině. Kitty zjistí, že je těhotná. Seth však dítě nechce, bojí se o její zdraví. Saul a Jonathan se rozhodnou oženit se. Sara se stará o problémy jiných, jde se projít a narazí na Brodyho, který ji nakonec odvede k oltáři. Pak během hostiny potkává svoji novou sestru Lori-Lynn.
21: Kitty se vrací, aby pomohla Saře, která vyhledá Brodyho a řekne mu, že je její otec a nechce, aby zasahoval do života celé rodiny. On se však vrací a bojuje o Noru, zatímco Nora musí respektovat Sařino rozhodnutí. Olivia se cítí odstrčená, když se Scotty s Kevinem věnují hlavně Danielovi. Justin se stará o Lukovy přátele z Francie, kteří přijeli na rozlučku se svobodou, a potkává tak expřítelkyni Tyler.
20: Nora je smutná, že Brody odjel. Justin jí řekne, že Brody lhal o své krevní skupině a Sara je tedy možná jeho dcera. Nora chce udělat tajný test DNA, který skončí pozitivně. Sara se chystá na svoji svatbu a chce s Norou odjet do Mexika, řeší se předmanželská smlouva a svatební překvapení Luka a Saula se provalí. Kevin a Scotty chtějí dopadnout Michelle a jejich syna Daniela. Scotty se s ní tajně sejde a Kevin vybouchne, což má překvapivý následek - Michelle jim vrátí Daniela.
19: Luke má první sólovou výstavu a nesouhlasí se Sarou, aby prodala jejich dům a koupila nový a větší dům. Scotty narazí na Michelle, jejich bývalou náhradní matku, která potratila a nechce se s ním bavit. Olivia se bojí, že chtějí mít druhé dítě. Kevin se Scottym pak najdou Michelle na letišti LAX, jak odlétá s jejich dítětem. Nora vyzná Brodymu lásku a rozhodne se s ním žít. Poté, co však Justin odhalí jeho lež o možném otcovství Sara díky krevním skupinám, odjíždí a nechává Noru na pospas.
18: Matka Saula a Nory Ida zemřela a rodina se musí postarat o pohřeb. Brody se vrací a Noře pomáhá v těžkých chvílích. Nejhůř smrt Idy nese Justin a Saul. Ida moc dobře věděla, že její syn je gay. Nora se na pohřbu zhroutí. Sara a Luke se neshodují na plánech svatby. Justinovi bude 30 a cítí se osaměle. Scottyho aktivní matka přijíždí na návštěvu a poznává Olivii, která je z ní poněkud v rozpacích.
17: Nora panikaří, když se jí zatoulá Lilly a Justin si z ní utahuje ohledně jejích citů k Brodymu. Bratr Olivie Brian bojuje o opatrovnictví, když zjistí, že ji vychovávají dva gayové. Olivia se přikloní ke Scottymu a Kevinovi a soud to nakonec potvrdí. Sara přemlouvá Kitty, aby obnovila svůj vztah se Sethem. Ten si sice už našel jinou, Kitty to však jen tak nevzdává. A vypadá to, že se jí to vyplácí.
16: Luke nechce dát Paige peníze. To, že si chce koupit podprsenku, však neřekla. Pak zůstane na ocet, když její ctitel vezme na ples jinou dívku. Nora a Sara jedou navštívit Kitty do Washingtonu, dozvídají se, že má zdravotní problémy s kostní dření. Justin si nehodlá připustit, že má možná posttraumatickou poruchu. Kevin a Scotty oficiálně přivítají Olivii do rodiny na velké rodinné oslavě narozenin Evana.
15: Sara vyhledala Brodyho, který volá Noře do rádia a pak přijede k ní domů. Nora se snaží ho udržet dál od rodiny, v noci však spí i se svou fenkou u ní v domě. Pak se mu svěří, že William jí v manželství ubližoval svou nevěrou. Tommy chce zase odjet, s čímž Sara nesouhlasí. Justin pomůže jednomu válečnému veteránovi postavit se zpátky na nohy. Brody odjíždí, ovšem bez své fenky Lilly.
14: Saul se chystá na romantickou schůzku s Jonathanem, která je narušena návštěvou slavného kritika. Vše však skončí šťastně a Saul s Jonathanem se políbí. Luke chystá pro Saru večeři a Justin mu pomůže. Sara však řeší větší problém. Dozvídá se o tajemství zjištěném Rose, že možná není dcerou Williama, ale expřítele Nory Brodyho. William dokonce ani nepodepsal její rodný list. Nora se jí to snaží vyvrátit.
13: Tommy se vrací domů s velkým překvapením, velmi extrovertní snoubenkou Rose, s kterou se rozhodne přestěhovat do LA. Sara s Lukem oznámí den své svatby. Olivia se stává součástí rodiny, ale jsou s ní stále problémy. Justin s Annie zůstávají pouze přáteli i přesto, že se stále milují. Rose vypátrá tajné informace o Noře, které zůstaly až do této doby utajeny …
12: Scotty s Kevinem najdou malou Olivii, po prvním milém setkání však přijde vystřízlivění. David odjíždí do New Yorku, Nora si Holly nastěhuje domů a přesvědčí ji, že je správný čas jet s Davidem. Jonathan usiluje o Saulovo odpuštění. Sara zuří, když zjistí, že Paige se tajně sešla s fotbalistou ze školy. Justin je zproštěn viny, že jako lékař pochybil. Kitty odjíždí s Evanem za dětmi Roberta, což Setha zklame. Nora zjistí, že Wiliam ji předtím, než spolu začali chodit, nechal sledovat.
11: Kevin a Scotty se rozhodnou k adopci. Nora se zúčastní autogramiády Karla, žárlí na fanynky, zatímco Karl má problém vyrovnat se s tím, jak jsou Nora a její děti blízcí. Kitty šílí, když se na veřejnost provalí její vztah se Sethem. Jeho matka to přijme překvapivě dobře. Justin se sblíží s Annie během výjezdů sanitkou. Karl se neudrží a musí odejít z rodinné večeře, opět ve stylu Walkerových.
10: Justin pozve Annie na vánoční rodinnou večeři. Nora se rozhodne odjet na Vánoce s Karlem a to vyústí v souboj Kitty a Kevina, kdo bude hostit vánoční večeři. Sara začíná mít depresi, protože Luke je na služební cestě a děti u Joea. Saul potká svého bývalého přítele, od kterého se nakazil virem HIV. Nakonec se Nora s Karlem vrátí, Kitty pozve i Setha a celá rodina tak stráví Vánoce společně.
9: Kevin se Scottym se usmíří, chtějí adoptovat dítě, ale Kevin má strach ze schůzky s pracovnicí. Navíc se omylem zhulí a je mimo. Kitty pozná v kavárně mladého studenta Setha, který ji sbalí. Skončí spolu ve stejném hotelu jako Nora s Karlem a Sara s Lukem, který odjíždí na pracovní cestu do Šanghaje.
8: Justin si užívá s ženami v restauraci, což Scottyho rozčiluje. Nora je nadšená z rýsujícího se vztahu a pozve Karla na rande. Lukova matka Gabriela přijíždí do města, Sara a Nora jsou z ní nadšené, zatímco Luke jí vidí nerad a nepřijde ani na Norou a Gabrielou připravenou večeři. Nora žárlí na Gabrielu, která Karla moc zaujme. Nakonec Luke matku přijme a Sara si uvědomí, jak skvělý je.
7: Kevina rozčiluje, že všichni se pletou do jeho vztahu se Scottym. Je donucen s ním mluvit a strávit čas, když pomáhají Paige se školní debatou. Nora v rádiu narazí na sympatického doktora Karla. Kitty nabídne Saře, že se s ní pustí do podnikání. Všechno skončí hádkou. Justin bere Holly do nemocnice, samotná Holly dělá velké pokroky, zatímco Justin potkává milou sestřičku Annie.
6: Scotty se přizná Kevinovi k nevěře. Kevin je v šoku a celá rodina tomu nemůže uvěřit. Nejvíce se to dotkne Saula. Sara má obavu o její manželství, aby se nestalo totéž, ale poté řekne Lukovi ano. Jack navrhne Kitty, aby s ním a Evanem odjela na rok do Vietnamu. Kitty zjišťuje, že Jack není pro ni a rozchází se. Justin za barem narazí na Markuse, s kterým Scotty spal. Kevin se rozzuří a způsobí na oslavě ostudu. Pak si uvědomí, že to především on má velký podíl viny na Scottyho úletu.
5: Nora jde na konkurz do rádia, kde narazí na konkurentku, známou doktorku Alex. I díky Kevinově podpoře Nora místo získá. Osamělý Justin navštíví Kitty v Ojai a narazí tu na Jacka, který mu otevře oči. Kitty se brání sexu s Jackem. Sara se ztrapní, když podezřívá Luka z nevěry. Ten ji pak žádá o ruku.
4: Justin se vyspí s Rebecou, která mu řekne, že potřebuje odjet pryč. Holly se zhroutí a prosí Noru o pomoc. Je odvezena do nemocnice, kde ji Rebeca navštíví. Sara si vezme na starost kostýmy na Cooperovo představení a chce tak udělat dojem na ostatní matky. Saul si dělá starosti o svůj vztah, když svému příteli řekne o HIV. Kitty se poprvé líbá s Jackem.
3: Sara je frustrovaná svým věkem a tím, že Lukovi o svém věku lže. Dokonce s Norou jde na schůzku s plastickým chirurgem. Justin na oslavě odhalí, že s Rebecou jsou rozvedení. Kitty odjede na pár dní do Ojai, kde potkává sympatického údržbáře Jacka. Kevin přijede za ní a domluví jí s Jackem večeři. Rebeca mluví s Justinem, po setkání s Holly, která opět ztratí paměť, však opět končí v jeho náručí.
2: Celá rodina se chystá na večírek v rámci kampaně Luka. Sara cítí, že si už nerozumí s dcerou Paige, která se na party opije. Kitty sleduje Noru a podezřívá ji, že má lesbický vztah. Ve skutečnosti však Nora tajila svou práci květinářky. David a Justin pomáhají Holly vzpomenout si na minulost. Kevin se Scottym poskytnou pomoc opuštěnému klukovi a nechtěně si tak s ním vytváří vztah.
1: Po roce a vážné nehodě nastalo u Walkerových mnoho změn: Sara i Luke jsou šťastní, úspěšní v kariéře a plánují se přestěhovat do Paříže; Nora začala pracovat v květinářství; Kevin pomáhá jako právník ohroženým dětem a odmítá jít do nového pokusu o další dítě; Justin se vrací z války a má starosti o Rebecu, tu zde nechal s Holly, která má amnézii; Robert je již rok v kómatu a Kitty se odmítá bavit o ukončení jeho života. Nakonec na naléhání Justina a Nory svolí a udělá konečné rozhodnutí.